# Мухаммад Айюб
Муха́ммад Айю́б ібн Муха́ммад Ю́суф ібн Сулейма́н У́мар (араб. مُحَمَّد أَيُّوب بِن مُحَمَّد يُوسُف بِن سُلَيْمَان عُمَر; жовтень 1952, Судівська Аравія, Мекка — 16 квітня 2016, Медіна, Саудівська Аравія) — саудівський улем, імам і читець Корану, відомий своєю еталонною вимовою. Він був імамом мечетей Аль-Масджид Аль-Набауї та Мечеті Куба в Медіні. Він також працював викладачем кафедри тафсира факультету Священного Корану та ісламських досліджень Ісламського університету Медини та членом Вченого комітету комплексу імені короля Фахда з видання Священного Корану.

## Біографія
Він був імамом Масджид ан-Набаві та Масджид аль-Куба в Медіні. Також він працював викладачем кафедри тафсира на факультеті Священного Корану та ісламських досліджень в Ісламському університеті Медини та членом Наукового комітету Комплексу короля Фахда з друку Корану.
Керував молитвами в мечеті Масджид-ан-Набаві.
Дотримувався ханафітського мазхабу.